# 1837 en Lorraine
Chronologie de la Lorraine
- 1833
- 1834
- 1835
- 1836
- 1837
- 1838
- 1839
- 1840
- 1841

Cette page est une liste d'événements qui se sont produits durant l'année 1837 en Lorraine.

## Événements

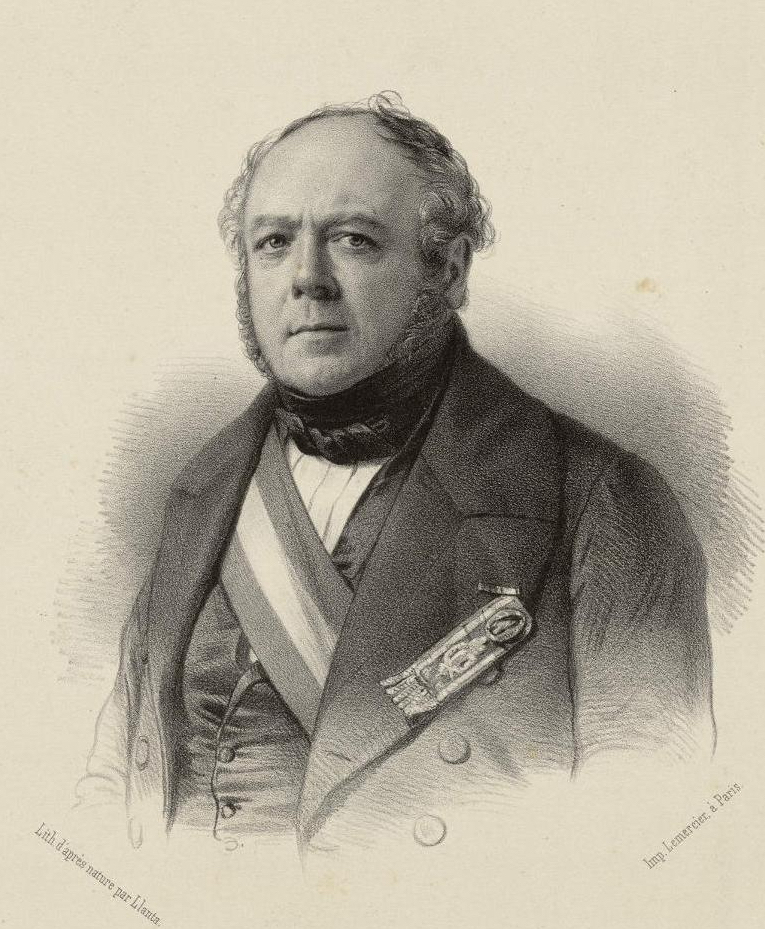
Henri-Georges Boulay de La Meurthe (1797-1858).

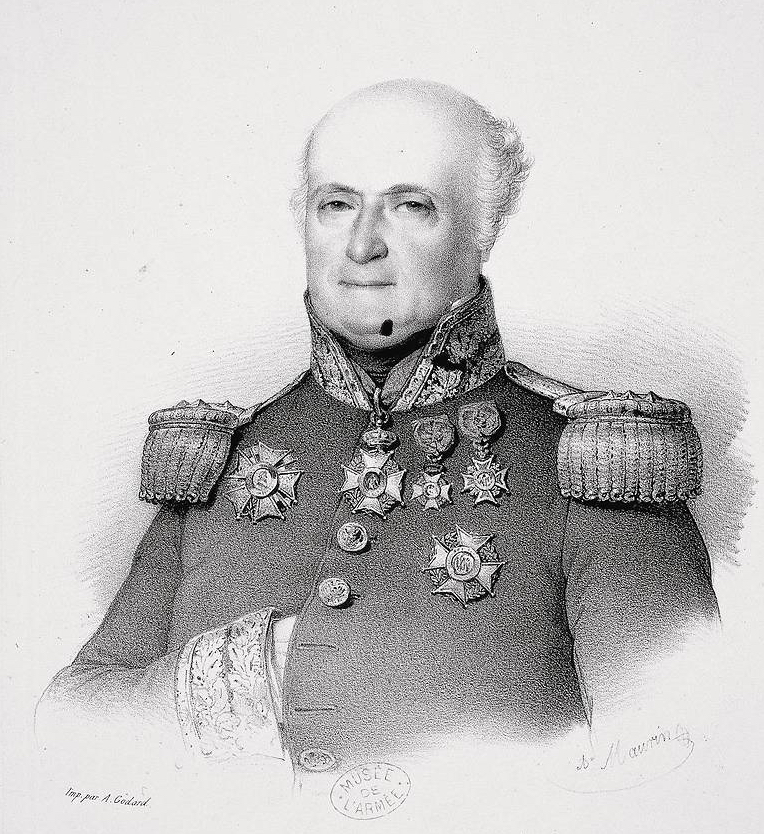
Jean-Baptiste Jamin (1772-1848).

- Deux prêtres du diocèse de Nancy, les frères Baillard, déplacent le noviciat des Frères des Écoles Chrétiennes au couvent Notre Dame de Sion. Ils sont déclarés hérétiques. C'est de cet épisode que Maurice Barrès a tiré le thème de la colline inspirée[1].
- Pierre-Aubin Paillart devient président de l'Académie de Stanislas.
- La municipalité de Nancy installe la foire de mai sur la terrasse de la pépinière.
- Sont élus députés du collège de département de la Meurthe : Pierre François Marchal, jusqu'en 1845, siégeant dans l'opposition libérale; Henri Georges Boulay de la Meurthe; Maurice de Lacoste du Vivier; Charles-Louis Moreau; Jean-François-Xavier Croissant et Alphée Bourdon de Vatry.
- Sont élus députés du collège de département de la Meuse : Charles Antoine Génin, réélu le 4 novembre [2]; Jean Landry Gillon; Charles-Guillaume Étienne et  Jean-Baptiste Janin
- Sont élus députés de la Moselle :  Barthélémy Bompard, Conservateur, il vota le plus souvent avec le ministère. Il est battu en 1839;  Henri-Joseph Paixhans qui siège avec la majorité ministérielle; 1 juillet : Narcisse Parant, réélu (188 voix sur 260 votants contre 38 à M. Kellermann de Valmy); 4 novembre : Virgile Schneider[3]; Louis Marie Vogt d'Hunolstein et Charles-François de Ladoucette
- Sont élus députés des Vosges : Augustin Doublat; Dominique Perrin; Hector Bresson; Charles Gauguier et Nicolas Joseph Dieudonné.

## Naissances

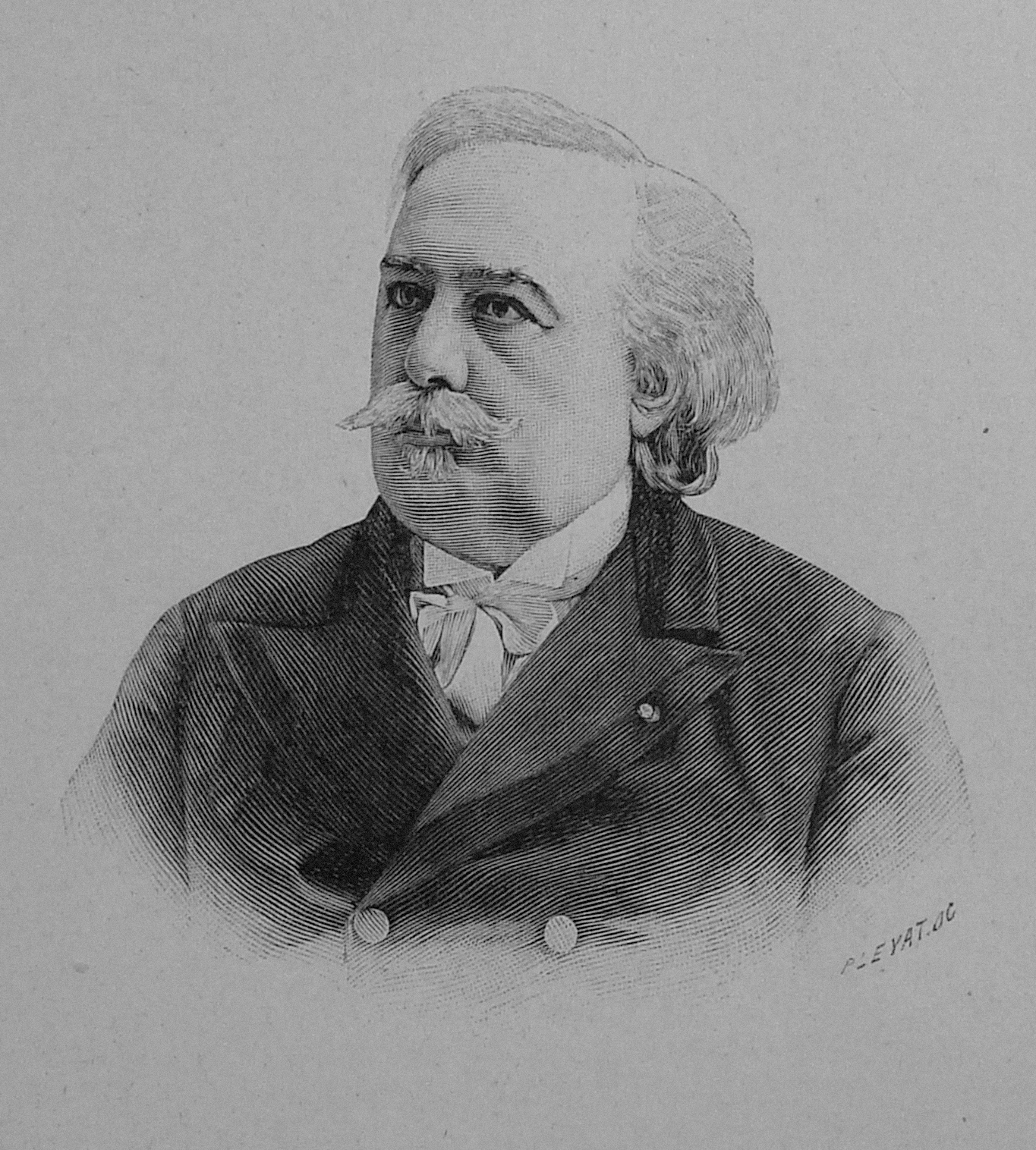
Hector France.

- 27 janvier à  Bar-le-Duc : Léon Bohn, mort le 28 décembre 1899 à Paris, sculpteur français.
- 21 mars à Metz : Edouard Cahen, mort le 11 mai 1892 dans le 16e arrondissement de Paris[4], courtier et journaliste français.
- 18 février à Saint-Mihiel : Charles Marie Aimé Godard[5], mort le 8 mars 1923 à Versailles[6], polytechnicien et fondateur de l’École Monge qui deviendra le lycée Carnot.
- 5 mars à Nancy : Adrien Marx (1837-1906), journaliste, dramaturge et écrivain français.
- 21 mars à Metz : Édouard Cahen, mort le 11 mai 1892 dans le 16e arrondissement de Paris, courtier et journaliste français.
- 8 avril à Épinal : Apollo Mlochowski de Belina, (en pol. Młochowski h. Belina), mort à Paris le 18 septembre 1887, homme de lettres et journaliste français, d'origine polonaise.
- 18 avril Val-et-Chatillon (Meurthe): François de Klopstein, homme politique français, décédé le 7 mars 1895 à Ville-en-Woëvre (Meuse).
- 11 juin à Vagney : Jean-Nicolas Boulay[7] (ou Nicolas-Jean Boulay) , abbé et botaniste français, mort le 19 octobre 1905 à Lille dans le département du Nord.
- 14 juin à Pont-à-Mousson (Meurthe-et-Moselle) : Xavier (André François) Mougin, industriel et homme politique français décédé le 22 octobre 1912 à Portieux (Vosges).
- 17 mai à Pont-à-Mousson (Meurthe-et-Moselle) : Charles Munier est un homme politique français décédé le 22 février 1911 à Paris.
- 5 juillet à Mirecourt : Hector France est un écrivain français mort le 19 août 1908 (à 71 ans)[8].
- 18 octobre à Nancy : Albert-Ernest-Edmond Berlet, mort le 28 janvier 1886 ou le 28 juillet 1886 à Nancy, homme politique français républicain, successivement député et sénateur représentant Nancy durant la Troisième République, sous-secrétaire d’État aux colonies.
- 14 décembre à Phalsbourg : Mathilde Salomon, décédée à Paris 6e le 15 septembre 1909[9], pédagogue française, promotrice de l'instruction des jeunes files. Elle dirigea pendant 26 ans le collège Sévigné, institution privée laïque à Paris, de 1883 à sa mort.

## Décès
- 30 janvier à Dugny-sur-Meuse (Meuse) : Francois Valterre[10] ou Walter[11] né le 7 septembre 1759[12] à Mézières (Ardennes), général français de la Révolution et de l’Empire.
- 26 août : le baron Joseph-Dominique Louis, également appelé l’abbé Louis ou le baron Louis, est un homme politique et diplomate français né à Toul (province des Trois-Évêchés) le 13 novembre 1755.
- 27 août à Verdun (Meuse) : Léonard Lebondidier, né le 22 mars 1759 à Senon (Meuse), général français de la Révolution et de l’Empire.
- 27 septembre à Mouzay : François Joseph d'Offenstein, né à Erstein le 27 juillet 1760, général français de la Révolution et de l’Empire.
- 9 novembre à Metz : Louis Victor Aubert de la Mogère, ou de Lamogère, né le 18 mai 1758 à Montpellier (Hérault), général français de la Révolution et de l’Empire.
- 16 novembre à Bar-le-Duc : Adam Kasper Mierosławski, né le 22 décembre 1785 à Roszki, officier polonais ayant servi durant les guerres napoléoniennes.